# دیوید ای. مولر
دیوید یوجین مولر (متولد 2 نوامبر 1924 – درگذشته 27 آوریل 2008) یک ریاضیدان و دانشمند رایانه آمریکایی بود. او در دانشگاه ایلینویز  (1953- 1992) استاد ریاضیات و علوم کامپیوتر بود، سپس استاد ممتاز شد و در دانشگاه ایالتی نیومکزیکو (1995-2008)، استاد کمکی ریاضیات بود. مولر مدرک کارشناسی خود را در سال 1947 و مدرک دکترای خود را در سال 1951 در رشته فیزیک از کلتک گرفت. دکترای افتخاری توسط دانشگاه پاریس در سال 1989 به ایشان اعطا شد. او مخترع مولر C-element (یا Muller C-gate) بود، دستگاهی که برای پیاده سازی مدارهای ناهمزمان در کامپیوترهای الکترونیکی استفاده می‌شد. او همچنین کدهای رید-مولر را اختراع کرد. او کدها را کشف کرد و ایروینگ اس. رید رمزگشایی منطق اکثریت را برای اولین بار پیشنهاد کرد. علاوه بر این، او اتوماتای مولر را اختراع کرد، یک مدل خودکار برای کلمات نامتناهی .  در نظریه گروه‌های هندسی، مولر به‌خاطر قضیه مولر-شوپ ، مشترک با پاول شوپ ، شناخته می‌شود، که گروه‌های تقریبا آزاد تولید شده متناهی را به‌عنوان گروه‌های تولید شده متناهی با مشکل کلمات مستقل از متن توصیف می‌کند.

## خانواده
دیوید ای. مولر پسر هرمان جوزف مولر و جسی جاکوبز مولر آفرمن (جسی ماری جیکوبز سابق) بود. زمانی که والدینش در دانشگاه تگزاس تدریس می‌کردند در آستن در ایالت تگزاس به دنیا آمد. مادرش یکی از اولین زنانی بود که در ایالات متحده‌ی آمریکا، مدرک دکترای ریاضیات بگیرد. دیوید, او را الهام بخش علاقه اولیه خود به ریاضیات دانست.  او موقعیت خود را به عنوان مربی ریاضیات محض در تگزاس به دلیل باردار شدن از دست داد و به گفته زندگینامه نویس هرمان جوزف مولر، "همکاران او احساس می کردند که یک مادر نمی تواند به وظایف کلاس توجه کامل داشته باشد و یک مادر خوب باقی بماند."  در کودکی در سال‌های 1933-1934 با والدینش در برلین و لنینگراد بود. خانواده او در اتحاد جماهیر شوروی منحل شد. او در جولای 1934 به همراه مادرش به آستن بازگشت. مادرش در تابستان 1935 در تگزاس طلاق گرفت. بین اکتبر 1935 و ژانویه 1936، جسی مولر با کارلوس آلبرتو آفرمن، که در آزمایشگاه مولر کار می کرد و در آن زمان از اتحاد جماهیر شوروی, به آستن آمده بود، ازدواج کرد. هرمان جوزف مولر در سال 1937 پس از آغاز آزار و اذیت سیاسی استالین، اتحاد جماهیر شوروی را ترک کرد. پس از اقامت کوتاهی در مادرید و پاریس ، در سپتامبر 1937، هرمان به ادینبورگ نقل مکان کرد و در می 1939 با دوروتیا کانتورویچ ازدواج کرد. آنها یک دختر به نام هلن ژولیت داشتند. هرمان جوزف مولر در سال 1946 جایزه نوبل فیزیولوژی یا پزشکی را دریافت کرد.
دیوید ای. مولر در سال 2008 در لاس کروسس ، نیومکزیکو درگذشت. از او فرزندانش چاندرا ال. مولر و کنت جی مولر به یادگار باقی مانده است. خواهر ناتنی او، هلن جی. مولر ، استاد ممتاز دانشگاه نیومکزیکو است. همسرش آلیس میمی مولر، پیش از او در سال 1989 در اوربانا، ایلینوی درگذشت. او در سال 2009 از همسر دومش، دنیس ایمپنس مولر، در لاس کروسس، نیومکزیکو طلاق گرفت (پس از مرگ).

## مراجع
1. ↑  Muller, David E. (1963). "Infinite sequences and finite machines". 4th Annual Symposium on Switching Circuit Theory and Logical Design (SWCT): 3–16. doi:10.1109/SWCT.1963.8.
2. ↑  «PageApril1103». www.unm.edu. دریافت‌شده در ۲۰۲۵-۰۱-۲۱.